# Yapokoua
Yapokoua est une localité dans le Sud de la Côte d'Ivoire dans le District autonome d'Abidjan. Cette est localité est administrativement rattachée à la commune d'Anyama,. 